# خلود (فلم)
خلود فيلم مصري من إنتاج عام 1948.

## قصة الفيلم
تدور أحداث الفيلم حول علاقة حب تربط بين ليلى ومحمود منذ طفولتهما، ولكن في نفس الوقت يحبها حسن ابن عم محمود ولذلك فهو يحقد على محمود. في حفل زفافهما، يحاول حسن قتل محمود ولكن ليلى تفتديه وتموت. تمر السنوات يعيش محمود وحيدًا على ذكرى ليلى . أما حسن فيتزوج ويرزق بنبيل، يتقدم نبيل لخطبة آمال ابنة أخت الدكتور إبراهيم صديق محمود. يحاول محمود منع هذه الزيجة، تزوره روح ليلى وتعلن موافقتها على زواج آمال ونبيل، فجأة يصبح نبيل بعد فترة كسيحًا فيوهم آمال أنه يحب غيرها، إلا أن محمود يخبرها بما جرى من أحداث ويتزوجان في النهاية.
أنتجت قصة الفيلم مرة أخرى تحت اسم الوفاء العظيم بطولة محمود يس ونجلاء فتحي وسمير صبري وأيضا كمال الشناوي ولكن مع تعديل ف القصة لربطها بأحداث حرب أكتوبر 73

## بطولة
- فاتن حمامة : (ليلى / آمال)
- عز الدين ذو الفقار : (محمود)
- كمال الشناوي : (حسن / نبيل)
- بشارة واكيم : (الدكتور إبراهيم)
- محمود السباع : (علي باشا)
- إسماعيل ياسين : (عم إسماعيل)
- فيفي مصطفى : (نادية)
- ثريا فخري : (زوجة أحمد بك)
- أحمد حلمي : (أحمد بك)
- محمد توفيق : (السكير)
- سهير فخري : (آمال الصغيرة)
- عقيلة راتب : (ليلى الصغيرة)
- عبد الرحمن : (محمود الصغير)
- منير صدقي : (حسن الصغير)
- كيتي : (الراقصة)
- عبد العزيز محمود : (المطرب)

## روابط خارجية
- مقالات تستعمل روابط فنية بلا صلة مع ويكي بيانات